# Rezerwat Nabk

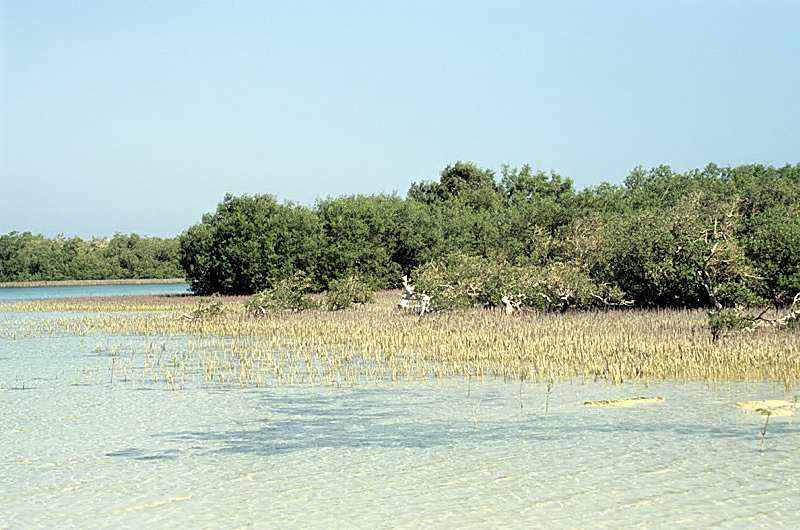
Namorzyny

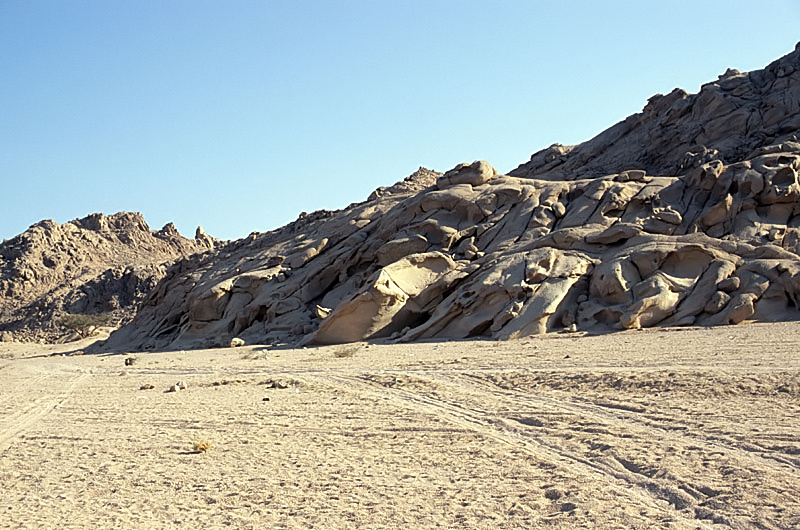
Obszar górzysty

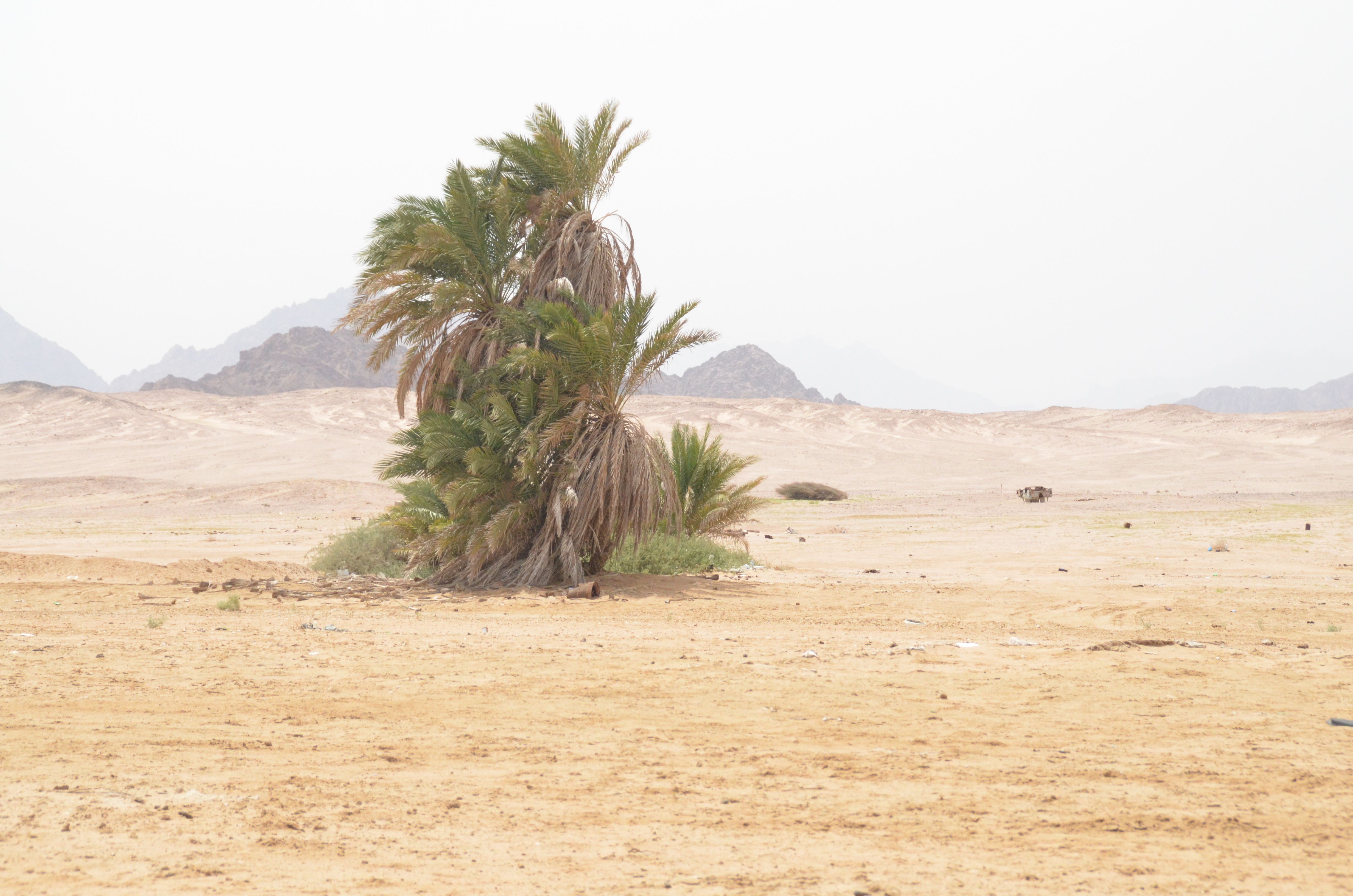
Obszar pustynny

Rezerwat Nabk (Nabq Reserve) – rezerwat przy wybrzeżu Morza Czerwonego w Zatoce Akaba w południowo-wschodniej części półwyspu Synaj, w muhafazie Synaj Południowy. Obszar chroniony na południu rozciąga się od Nabk – północnej dzielnicy kurortu Szarm el-Szejk (około 6 km na północ od portu lotniczego w Szarm el-Szejk), zachodnią granicą jest droga nr 35 Szarm el-Szejk – Taba, od północy granicę wyznacza przylądek Ras Atantur niedaleko miejscowości Dahab, a wschodnia granica znajduje się na wodach Morza Czerwonego. Rezerwat rozciąga się wzdłuż wybrzeża na odcinku 47 km.
Obszar rezerwatu obejmuje obszar 577 km² (w tym 465 km² lądu i 122 km² obszaru morskiego), który został uznany za chroniony w 1992 roku, aby zachować naturalną równowagę ekologiczną tego nadbrzeżnego pasa Riwiery Morza Czerwonego.
W południowej części znajduje się rafa koralowa Al-Dżarkana z najbardziej wysuniętymi na północ w rejonie Morza Czerwonego i Oceanu Indyjskiego namorzynami.
W rezerwacie żyje mała społeczność Beduinów, którzy pomagają w prowadzeniu rezerwatu i pracach konserwacyjnych.
Do rezerwatu można dotrzeć główną szosą, która rozpoczyna się przy lotnisku w Szarm el-Szejk w dzielnicy Ras Nasrani.